# Stenopelmatus nigrocapitatus
Stenopelmatus nigrocapitatus är en insektsart som beskrevs av Tinkham och D.C.F. Rentz 1969. Stenopelmatus nigrocapitatus ingår i släktet Stenopelmatus och familjen Stenopelmatidae. Inga underarter finns listade i Catalogue of Life.